# Лукшене, Мяйле
Мя́йле Ю́лия Лукше́не–Матьёшайти́те (лит. Meilutė Julija Lukšienė-Matjošaitytė; 20 августа 1913, Вена, Австро-Венгрия — 16 октября 2009, Вильнюс, Литва) — литовский историк культуры и общественный деятель, одна из основоположников концепции национальной школы и одна из основательниц движения Саюдис, выступавшего за независимость Литвы в конце 1980-х и начале 1990-х годов.

## Биография
Мяйле Юлия Лукшене происходит из семьи известных деятелей литовской культуры (отец — Стасис Матьёшайтис-Эсмайтис, педагог, журналист, литератор, политик; мать —  Юлия Янулайтите-Матьёшайтене, врач, общественный деятель; вдова писателя Йонаса Билюнаса). Получила образование в межвоенный период — в 1931 году окончила  вильнюсскую гимназию им. Витовта Великого, в 1942 году окончила Гуманитарный факультет Университета Витовта Великого, где специализировалась на литовской литературе, истории. Лукшене защитила диссертацию на соискание учёной степени кандидата педагогических наук (1973); хабилитированный доктор социальных наук.
В 1944—1949 годах Лукшене преподавала в Каунасском университете (до 1946 года Университет Витовта Великого), в 1949—1959 годах — в Вильнюсском университете, в 1951—1958 годах была заведующей кафедрой литовской литературы Вильнюсского университета. В 1958 году Лукшене была уволена из университета по обвинению в национализме и антисоветской позиции. С 1959 по 1997 год  — научный сотрудник Литовского НИИ педагогики. Лукшене — автор и соавтор многочисленных учебников. 
В 1988 году Лукшене была избрана членом инициативной группы Литовского движения за перестройку (Саюдис). Движение добивалось независимости Литвы. Лукшене уделяла огромное внимание созданию принципов национального литовского общества  и национальной школы (которые по сути были принципами социалистического общества — идеям гуманизма, равенства, демократии, национальной идентичности), их внедрению и осуществлению.
Мяйле Лукшене скончалась 16 октября 2009 года в Вильнюсе, в возрасте 97 лет.

## Семья
Муж  — Казимерас Лукша (1906—1983), экономист. В 1940—1970 годах читал курс экономики (экономического анализа и международной торговли) в Вильнюсском университете; в 1945—1946 годах был деканом экономического факультета ВУ. 
Дочери: Инге Лукшайте — историк культуры, доктор гуманитарных наук;
Гедре Лукшайте-Мразковa — профессор музыкального факультета Пражской Академии искусств (Чехия).
Сын Римтис Лукша — доктор естественных наук.

## Награды и звания
В 1994 году Лукшене награждена орденом Великого князя Литовского Гядиминаса. В 2003 году ей был вручён большой крест рыцаря-командора Витаутаса Великого. В 2004 году награждена медалью ЮНЕСКО имени Я. А. Коменского за личный вклад в укрепление научно-практического образования как основы создания государства. В 2007 году получила почётную награду Министерства образования и науки Литвы.

## Память
100-летие со дня рождения Мейле Лукшене в 2013 году отмечалось по решению ЮНЕСКО. 25 апреля 2013 года  на доме №19 по улице А. Мицкявичяус в Вильнюсе была торжественно открыта мемориальная доска в память о Мяйле Лукшене. В церемонии приняли участие президент Литвы Даля Грибаускайте, министр образования Дайнюс Павалькис и другие
Имя Мяйле Лукшене в 2013 году присвоено Просветительскому центру г. Мариямполе, а также гимназии в д. Мариямполис Вильнюсского района. 